# Proasellus aquaecalidae
Proasellus aquaecalidae är en kräftdjursart som först beskrevs av Emil Racoviţă 1922.  Proasellus aquaecalidae ingår i släktet Proasellus och familjen sötvattensgråsuggor. Inga underarter finns listade i Catalogue of Life.